# Marie-Thérèse de Saint Joseph
Pour les articles homonymes, voir Marie-Thérèse et Marie de Saint-Joseph (homonymie).
Marie-Thérèse de Saint Joseph (1855 - 1938), dans le monde Anna Maria Tauscher van den Bosch, est une religieuse fondatrice des carmélites du Divin Cœur de Jésus.
Née dans une famille protestante, elle se convertit au catholicisme en 1888 et décide de fonder une congrégation pour venir en aide aux enfants pauvres et orphelins. Elle établit la maison mère de sa congrégation aux Pays-Bas, à Ruremonde, où elle restera jusqu'à son décès en 1938.
Elle est béatifiée en 2006. Sa fête liturgique est célébrée le 20 septembre, ou le 30 octobre pour le Carmel.

## Biographie

### Enfance
Ana Maria Tauscher van den Bosch est née le 19 juin 1855 dans le village de Sandow, dans la province de Brandebourg. Son père est pasteur luthérien, et sa mère (bien que luthérienne), a un grand amour pour la Sainte Vierge. Ana Maria est baptisée le 24 juillet 1855 par son grand-père paternel, lui aussi pasteur luthérien. Elle a deux autres sœurs plus jeunes : Lisa et Magdalena. Son enfance est heureuse, entourée par sa mère et son père qui lui consacre ses temps libres.
En mai 1862, son père est nommé surintendant en Arnswalde (aujourd'hui ville polonaise), et sa famille déménage dans cette nouvelle ville. Dans cette grande ville, sa mère effectue de nombreuses missions pastorales au côté de son mari (catéchisme, visite des pauvres et des malades). Durant ses visites, sa mère emmène avec elle ses filles, ce qui éveille chez la petite Ana Maria un grand amour pour les plus pauvres.
En 1865, son père est envoyé à Berlin. Mais la santé d'Ana Maria commence à décliner, elle doit quitter l'école. Elle n'y revient qu'avec beaucoup d'efforts. En raison de son mauvais état de santé, et pour lui permettre d'étudier, ses parents décident en 1870 de l'envoyer, avec sa sœur Lisa, dans une école religieuse pour jeunes filles située à la campagne. C'est dans ce cadre que l'idée de devenir religieuse commence à poindre chez Ana Maria. L'air plus sain de la campagne et le cadre champêtre aident la jeune fille à guérir rapidement.

### En recherche spirituelle
Spirituellement, la jeune fille commence à prendre ses distances avec le luthéranisme : dans son propre collège de jeunes filles, lorsqu'on lui demande si elle est protestante, elle commence à refuser de répondre et indique qu'elle « suit sa propre voie ». Lors de discussions avec des pasteurs protestants qui fréquentent sa famille, certains font remarquer que sa façon de penser est plus proche du catholicisme que du protestantisme. À la fête de Pâques de 1872, son père la fait revenir à la maison pour qu'elle reçoive la confirmation. C'est pour elle un test de fidélité.
Elle passe l'été 1873 chez ses grands-parents. Ceux-ci lui font, à cette occasion, une proposition de mariage qu'elle rejette immédiatement, ce qui provoque la colère du grand-père à son encontre.
En 1874, sa mère meurt, âgée de 45 ans seulement. La jeune Ana Maria (elle à 19 ans), est profondément affectée par la perte de sa mère. Malgré sa douleur, elle reprend la charge du foyer familial. Cinq ans plus tard, le remariage de son père la libère de cette charge.
Elle réalise alors son rêve : constituer une association de jeunes femmes qui se consacreraient à des activités manuelles afin de vendre leurs fabrications pour financer et aider les missions d'évangélisation.
On lui propose le poste de directrice de l'asile de la ville de Cologne, la mission est difficile, en faisant un gros effort elle accepte le poste.
Le contact avec les personnes souffrant de troubles psychiques l'amène à cheminer spirituellement et elle décide de se convertir à la foi catholique. Elle est officiellement reçue dans l'Église catholique le 30 octobre 1888. Sa décision de conversion provoque un séisme familial : elle est expulsée de sa maison familiale, mais également de son poste de directrice de l’hôpital psychiatrique de Cologne.
À la suite de sa conversion, elle songe de plus en plus à entrer dans les ordres. La lecture du Livre de la vie (autobiographie de sainte Thérèse d'Avila) l'incite à entrer au Carmel, mais son confesseur l'en dissuade, pensant que ce n'est pas sa vocation.
Sans emploi et sans logement, Anna Maria erre un certain temps avant de trouver une place dans un jardin d'enfants situé dans un institut religieux. Plus tard, elle trouve une nouvelle place de dame de compagnie dans une famille. C'est à cette occasion qu'elle remarque de nombreux enfants traînant dans les rues de Berlin. Ces enfants de travailleurs pauvres italiens sont laissés à eux-mêmes car leurs parents n'ont pas le temps de s'occuper d'eux. Prise de compassion pour ces enfants, elle décide de leur venir en aide, et à cette fin de fonder une congrégation religieuse.

### La fondatrice

#### Les débuts
La congrégation des « Carmélites du Divin cœur de Jésus » est fondée le 2 juillet 1891 ; elle-même prend le nom, en religion, de sœur Marie-Thérèse de Saint Joseph. Les religieuses ont ici une double vocation :  contemplative avec des temps de prière et d'oraison comme dans les couvents de carmélites déchaussés, et apostolique par des actions sociales et humanitaires à l'extérieur du couvent, dans les villes et instituts particuliers (écoles, hôpitaux, ...). Dans un premier temps, elle s'oriente vers l'aide aux orphelins, aux enfants pauvres ou abandonnés. Pour expliquer la vocation de sa congrégation, elle dit à ses sœurs : « nous ne devons pas nous contenter d'être le tabernacle de Dieu, nous devons descendre des hauteurs du Carmel et être l'instrument dont le divin Sauveur se sert pour sauver les âmes. »
Si la congrégation démarre officiellement en juillet, la première maison n'est ouverte que le 1er août. Elle y accueille pour commencer trois enfants. D'autres jeunes filles la rejoignent dans son œuvre à soutenir les plus pauvres. Progressivement, sœur Marie-Thérèse assiste également les personnes âgées, les migrants, ainsi que les travailleurs pauvres qui sont sans abris.
À la fin de l'année 1892, elle accueille déjà 72 enfants.
Mais les débuts de sa congrégation sont difficiles : le cardinal Kopp refuse qu'elle porte l'habit de religieuse. Elle finit donc par quitter son pays, recherchant une place pour démarrer sa congrégation. En 1897 elle est reçue à Rome par le général de l'Ordre du Carmel qui l'autorise à ouvrir un noviciat pour sa congrégation (du Divin cœur de Jésus). L'année suivante Mère Marie-Thérèse se rend à Sittard (aux Pays-Bas) pour y établir son noviciat. Celui-ci est ouvert le 2 février 1899 avec 14 jeunes novices.
Un second noviciat est ouvert à Maldon (Royaume-Uni) en 1901.
En 1903 elle se rend à Rome et dans la ville de Crémone, elle ouvre une maison pour les enfants pauvres dans la demeure de M. Ettore Sacchi.
En juin 1904, elle arrive à Rocca di Papa (près de Rome) en Italie, où le Cardinal Satolli l'autorise à s'installer dans une vieille maison. Elle donne alors à cette maison le nom de "Carmel du Divin Cœur de Jésus".
C'est dans cette maison que Mère Marie-Thérèse de Saint Joseph et ses premières religieuses prononcent leurs vœux religieux le 3 janvier 1906.

#### Le rattachement au Carmel
En 1897 sa congrégation est admise dans l'Ordre du Carmel, et elle est rattachée à la branche du Tiers-Ordre des Carmes Déchaux.
En 1904, à l'occasion de l'inauguration la Maison Mère à Rocca di Papa, la congrégation des Carmélites du Divin cœur de Jésus voit son nom définitivement officialisé.

#### Expansion de la congrégation
En Allemagne, plusieurs fondations de « Maison de Saint Joseph » sont réalisées avant que mère Marie-Thérèse ne soit autorisée à se rendre sur le sol de l'état allemand.
En 1912, elle part en Amérique fonder le « Carmel du Divin Cœur de Jésus ». Alors qu'elle travaille à la fondation de nouveaux établissements sur le continent américain, la Première Guerre mondiale éclate en Europe. Le gouvernement italien exproprie alors la congrégation de sa maison mère à Rocca di Papa, jugeant qu'il s'agit d'un « bien allemand ». En 1920, mère Marie-Thérèse rentre d’Amérique et cherche un lieu pour établir une nouvelle maison mère pour sa communauté. Elle installe l'établissement à Sittard aux Pays-Bas. Elle va y passer les dernières années de sa vie, étant trop malade pour continuer de voyager.
À Sittard, elle se consacre à la formation spirituelle des religieuses et rédige les Constitutions de sa congrégation.

### Décès et béatification
Mère Marie-Thérèse meurt le 20 septembre 1938.
Dès le 2 février 1953, Léon Lemmens ouvre son procès de béatification à Sittard Le décembre 2002, le pape Jean-Paul II déclare Mère Marie-Thérèse de Saint-Joseph vénérable.
Le 19 décembre 2005, le pape Benoît XVI approuve le miracle nécessaire à sa béatification et le 13 mai 2006 Mère Marie-Thérèse de Saint-Joseph est béatifiée dans la cathédrale de Ruremonde aux Pays-Bas, par le Cardinal José Saraiva Martins, préfet de la Congrégation pour les causes des saints,.
Sa mémoire liturgique est célébrée dans l'Église catholique le 20 septembre, mais dans l'Ordre du Carmel, elle est fêtée le 30 octobre.

## La congrégation aujourd'hui
La congrégation est aujourd'hui présente dans le monde entier : 
- en Europe (Autriche, Italie, Pays-Bas, Croatie, Allemagne, Hongrie)
- en Amérique du Nord (USA, Canada et Mexique)
- en Amérique du Sud (Nicaragua, Venezuela, Mexique, Brésil)
- en Afrique (Cameroun, Nigeria),
- mais également en Russie et en Islande.

## Citations
- « Chaque Carmélite du Cœur Divin de Jésus doit être comme un ange de réconfort et de paix, qui descend des hauteurs du mont Carmel vers des hommes, pleins de douleur et de troubles »[3].
- Juste avant sa mort, elle écrit : « Être en mesure de sécher les larmes, de guérir les blessures d'âmes depuis les hauteurs du ciel, ceci est mon ardent désir »[5].